# Los Ángeles de San Rafael
Los Ángeles de San Rafael är en ort i Spanien.   Den ligger i provinsen Provincia de Segovia och regionen Kastilien och Leon, i den centrala delen av landet, 60 km nordväst om huvudstaden Madrid. Los Ángeles de San Rafael ligger 1 200 meter över havet och antalet invånare är 1 000.
Terrängen runt Los Ángeles de San Rafael är huvudsakligen kuperad, men åt nordväst är den platt. Runt Los Ángeles de San Rafael är det ganska glesbefolkat, med 45 invånare per kvadratkilometer. Närmaste större samhälle är Guadarrama, 15,7 km sydost om Los Ángeles de San Rafael. Trakten runt Los Ángeles de San Rafael består i huvudsak av gräsmarker.